# يورغن مولر
يورغن مولر هو مؤلف مسائل شطرنج ‏ دنماركي، ولد في 4 نوفمبر 1873، وتوفي في 20 نوفمبر 1944 في كوبنهاغن في الدنمارك.

## وصلات خارجية
- يورغن مولر على موقع مباريات الشطرنج (الإنجليزية)
- يورغن مولر على موقع 365Chess.com (الإنجليزية)
- يورغن مولر على موقع Chesstempo.com (الإنجليزية)